# Johann Georg von Osterhausen
Johann Georg von Osterhausen, zeitgenössisch auch Hans George von Osterhausen († 1. November 1627) war ein kurfürstlich-sächsischer Hofmarschall sowie Oberkammer- und Bergrat am Hofe des sächsischen Kurfürsten Johann Georg I. sowie Rittergutsbesitzer von Ober-Lockwitz, Nickern, Leuben sowie Reinhardtsgrimma, Böhlen und Rudelsburg und Kreipitzsch.

## Leben

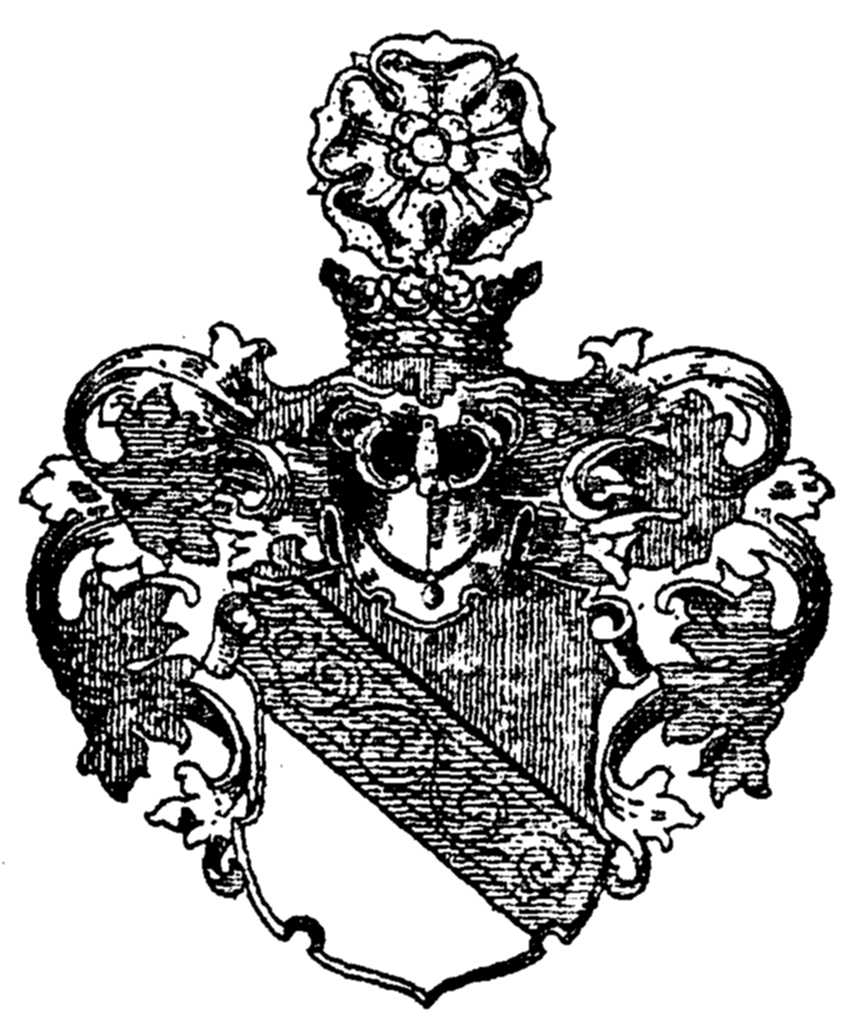
Familienwappen des Johann Siegmund von Osterhausen

Er stammte aus der thüringischen Adelsfamilie von Osterhausen und war der Sohn des gleichnamigen Rittergutsbesitzers Hans George von Osterhausen. Dieser starb 1603 als kursächsischer Amtshauptmann und Rittmeister auf Kreipitzsch, Rudelsburg, Gleina und Gatterstädt, Hauptmann der Ämter Weißenfels, Freyburg und Eckartsberga. Catharina geborene Bose aus dem Hause Frankleben war seine Mutter. Hans von Osterhausen auf Gatterstädt und dessen Ehefrau Barbara von Kayn aus dem Hause Zangenberg waren seine Großeltern.
Johann Georg von Osterhausen wurde von Privatlehrern ausgebildet und ging als Hofbeamter an den kurfürstlichen Hof nach Dresden, wo er bei der sächsischen Kurfürstin Sibylla Elisabeth von Württemberg Küchen- und Kammermeister wurde. Nur wenig später erfolgte seine Ernennung zum Hofmarschall.
In den Jahren von 1611 bis 1623 war er zusätzlich noch kurfürstlich-sächsischer Kammerdirektor und Oberkämmerer am sächsischen Hof.
Am 19. Februar 1613 schloss er in Dresden gemeinsam mit seinen zwei Brüder George Bastian und Melchior von Osterhausen einen Erbvertrag über die väterlichen Güter. Die Geschwister einigten sich zur Zahlung eines Lehnstammes in Höhe von jeweils 13.887 Gulden 5 Pfennige.
1620 erwarb er die beiden Rittergüter Oberlockwitz und Nickern und legte diese zusammen.
Er starb am 1. November 1627 und wurde in der Sophienkirche neben seiner Frau beigesetzt. Seine hinterlassenen Rittergüter teilten die Söhne Johann Georg und Hans von Osterhausen untereinander auf.

## Familie
Im Jahre 1603 heiratete Johann Georg von Osterhausen Maria von Carlowitz (* 7. Oktober 1579 in Kreischa; † 23. Juli 1616 in Dresden), Tochter des kursächsischen Rittmeisters Asmus von Carlowitz. Diese starb unmittelbar nach der Geburt des letzten von neun Kindern. Zu den Söhnen zählten der spätere kursächsische Kammerherr und Amtshauptmann der Ämter Dippoldiswalde, Tharandt und Altenberg, Johann Georg von Osterhausen (1607–1670) und der kursächsische Kammerherr Hans von Osterhausen († 1686).